# Lophiostoma fuckelii
Lophiostoma fuckelii är en svampart som beskrevs av Sacc. 1878. Lophiostoma fuckelii ingår i släktet Lophiostoma och familjen Lophiostomataceae.  Arten är reproducerande i Sverige.

## Underarter
Arten delas in i följande underarter:
- pulveraceum
- fuckelii